# Low Notes
Pour plus de détails, voir Fiche technique et Distribution.
Low Notes est un film franco-belge réalisé par Laurier Fourniau, sorti en 2017.

## Synopsis
'Low Notes retrace l'histoire de Leon, un jeune américain de 22 ans hanté par son premier amour, Eva.
Installé à Los Angeles dans les quartiers résidentiels, il mène une vie oisive et opulente aux côtés de son ami Alexis, un étudiant volubile qui l'emmènera dans des virées frénétiques et des rencontres nocturnes. La ville des anges montre les frontières du réel et de la fiction.

## Fiche technique
Sauf indication contraire, les informations mentionnées dans cette section peuvent être confirmées par les bases de données cinématographiques IMDb et Allociné,  présentes dans la section « Liens externes ».
- Titre original : 'Low Notes
- Réalisation : Laurier Fourniau
- Scénario : Laurier Fourniau (dialogues)
- Photographie : Laurier Fourniau
- Son :  Matthew Lorne (prise de son) Hélène Clerc-Denizot (mixeur) Enzo Tibi (monteur)
- Montage : Laurier Fourniau
- Musique : Oliver Patrice Weder, DJ - Aidons Antoine et Quentin Abadia
- Production : Laurier Fourniau
- Distribution : Saint André des Arts (France) - POLPROD
- Pays d'origine :  France -  Belgique
- Langue originale : anglais américain
- Genre : drame
- Durée : 85 minutes
- Dates de sortie :  France : 5 avril 2017

## Distribution
- Dash Boan : Leon
- Pedro Fontaine : Alexis
- Cooper Oz : Nathan
- Taylor Kowald : Emily Dawson
- Hans Uder : Herman
- Delia Espinat-Dief : Eva

## Distinctions
- Sélection au Paris Independent Film Festival : 2016
- Sélection au BE Festival à Bruxelles : 2016